# Philip G. Ziegler
Philip G. Ziegler kanadai születésű teológus, az Aberdeeni Egyetem hittudományi, történelmi és filozófiai karán a keresztyén dogmatika tanszék tanszékvezető professzora, nemzetközi jelentőségű tudományos kutatási projektek vezetője, számos tudományos cikk, tanulmány és könyv szerzője.

## Tanulmányok
Ziegler a kanadai Ontario délnyugati részén született, ott töltötte gyermekkorát.
A középiskola elvégését követően a Royal Military College of Canada katonai főiskolán kezdte meg felsőfokú tanulmányait, majd a University of St Michael’s College, a Regis College és az Emmanuel College of Victoria University – University of Toronto egyetemeken szerzett diplomát.  Posztgraduális tanulmányai a rendszeres és történelmi teológiára, az ökumenikára és a vallásfilozófiára összpontosultak.
Torontóban írt disszertációját  Doing Theology When God is Forgotten: The Theological Achievement of Wolf Krötke címmel jelentette meg. (A címben szereplő evengélikus lelkész, Wolf Krötke politikai fogoly volt az egykori NDK-ban, ahol hamis vádakkal börtönbe zárták; a rendszerváltást követően a berlini Humboldt Egyetem teológia professzora lett.)
2000 és 2001 között a Torontói Egyetem Massey College junior ösztöndíjasa volt. 2001-ben kétéves posztdoktori ösztöndíjban részesült a Princeton Theological Seminaryn.
2002 és 2005 között a kanadai Halifaxban, az Atlantic School of Theologyn tanított docensként rendszeres teológiát. 2006 januárjában az Aberdeeni Egyetem hittudományi és vallástudományi karán kezdett el oktatni, azóta ott, Aberdeenben tanít rendszeres teológiát. 2016-ban tanszékvezető professzorá nevezték ki.

## Tudományos munkásság
Zieglert korunk kimagasló rendszeres teológusának tartják, számos tudományos könyv, tanulmány és tudományos cikk szerzője. (A teljes publikációs jegyzéket – 2023-ig – ld. alább.)
Különböző kutatási projekteket is vezet a kortárs dogmatika, Dietrich Bonhoeffer teológiája, valamint az újszövetségi teológia, kiváltképp az apokaliptikus Pál-kutatás teológiai reflexiója terén.
Ziegler több  művében hangsúlyozza, hogy ideje lenne a keresztyén teológiának az üdvösség elnyerésének lehetőségét újra az isteni megváltás háromszereplős drámájaként (orig: "three-agent-drama") bemutatnia. Meggyőződése, hogy idővel elhitették velünk, hogy egy redukált, kétszereplős drámában (orig: "two-agent-drama") élünk, melyben Isten és ember áll egymással szemben. Ez a torzulás a XI. – XII. században ment végbe és döntően Canterburyi Szent Anzelm nevéhez kapcsolható.
Ezzel szemben Ziegler a valóságnak megfelelő háromszereplős dráma létjogosultságát hangoztatja, amit az őskeresztyének és az evangéliumok is vallottak. Meggyőződése szerint az Istenre és emberre szűkített koordináta-rendszert, "drámát" ki (vissza) kell bővíteni a harmadik tényezővel, az isteni ellentétével, melyre – az igazi megfoghatatlanság okán – számtalan néven hivatkoznak (gonosz, diabolosz, privatio boni, absence of good, das Nichtige stb.).
Ez a paradigmaváltás, a gonosz ontológiai előfelvetése az, ami Ziegler hite szerint megteremtheti a harcos tanítványságot (orig: "militant discipleship"), hisz lehetetlen úgy hadat viselni, hogy azt sem tudjuk, létezik-e ellenség, aki ellen harcolni kellene. A létfontosságú szemléletváltás eredményeként viszont újra prioritást kell kapnia és általánossá kell válnia az evangélium szabadságára épülő harcos tanítványságnak  a világ üdvösségéért küzdő egyház (ecclesia militans) támogatásával.

## Tudományos tevékenységek
Paul Nimmóval és Tom Greggs-szel együtt Ziegler társalapítója és társigazgatója az Aberdeeni Protestáns Teológiai Központnak, amelynek célja a keresztény teológia területén végzett korszerű kutatások elősegítése, koordinálása és támogatása. A központ előadásoknak és szemináriumoknak ad otthont olyan kortárs előadókkal, akik a protestáns gondolkodás kritikai elkötelezettségét, valamint pozitív fejlődését kínálják az egyház szolgálatában lévőknek.
Másokkal együtt részt vesz az "Explorations in Theology and Apocalyptic" munkacsoport vezetésében és koordinálásában a több ezer tagot számláló két, nemzetközi szinten is meghatározó teológiai kutató társaság, az American Academy of Religon (AAR) és a Society of Biblical Literature (SBL) éves konferenciáin.
Ziegler a Brill Companions to Modern Theology főszerkesztője és a Journal of Reformed Theology társszerkesztője.
Társszerkesztője a T&T Clark Studies in Systematic Theology sorozatnak (Ian MacFarlanddal és Ivor Davidsonnal együtt), valamint a T&T Clark New Studies in Bonhoeffer's Theology and Ethics sorozatnak (Jennifer McBride-dal és Michael Mawson-nal együtt).

## Egyházi szolgálat
Zieglert 1996-ban a United Church of Canada egyházban szentelték fel lelkipásztorrá.
Jelenleg az aberdeeni Szent Machar székesegyház presbitere.
Ziegler a  Church of Scotland zsinatának a főgondnoka.

## Egyéb tisztségek
- Ziegler tagja az Egyesült Királyság a Felsőoktatási Akadémiájának.[2]

## Válogatott publikációk

### Könyvek
- The Finality of the Gospel: Karl Barth and the Tasks of Eschatology, edited by Kaitlyn Dugan and Philip G. Ziegler, Studies in Reformed Theology (Leiden: Brill, 2022).
- The Edinburgh Critical History of Christian Theology: The Twentieth Century, edited by Philip G. Ziegler (Edinburgh: Edinburgh University Press, 2022).
- The Oxford Handbook of Dietrich Bonhoeffer, edited by Michael Mawson and Philip G. Ziegler (Oxford: Oxford University Press, 2019; paperback edition, 2023).
- Militant Grace: The Apocalyptic Turn and the Future of Christian Theology (Grand Rapids: Baker Academic, 2018).
- Eternal God, Eternal Life: Theological Investigations into the Concept of Immortality, edited by Philip G. Ziegler (London: T&T Clark/Bloomsbury, 2016).
- Christ, Church and World: New Studies in Bonhoeffer’s Theology and Ethics, edited by Philip G. Ziegler and Michael Mawson (London: T&T Clark/Bloomsbury, 2016)
- The Providence of God, edited by Philip G. Ziegler and Francesca Murphy (London: T&T Clark/Continuum, 2009).
- Explorations in Christian Theology and Ethics: Essays in Conversation with Paul L. Lehmann, edited by Philip G. Ziegler and Michelle J. Bartel (Aldershot: Ashgate, 2009).
- Doing Theology When God is Forgotten: The Theological Achievement of Wolf Krötke (Berlin: Peter Lang, 2006).
- George P. Schner, Essays Catholic and Critical, edited by Philip G. Ziegler and Mark Husbands. (Aldershot: Ashgate Press, 2003).

### Tanulmányok
- ed., with Mirjam Elbers, K. H. Miskotte: Biblical ABCs in Retrospect and Prospect, special issue of the Journal of Reformed Theology 16:4 (2022).
- ed., Remembering Markus Barth—A Biblical-Theological Existence, special theme issue of the Journal of Reformed Theology, 14:3 (2020).
- ed., with Nancy Duff, special ‘Theology and Apocalyptic’ theme issue of Theology Today 75:1 (2018 április)
- ed., special theme issue of Studies in Christian Ethics on Critical Directions and Developments in Reformed Theological Ethics, 28:2 (2015 május).
- ed., with Nancy Duff, special Bonhoeffer theme issue of Theology Today 71:1 ( 2014 április).
- ed., ‘To yield some place to the Word of God:  Essays in Honour of David E. Demson”, special issue of the Toronto Journal of Theology. 17:1 (2001).

### Esszék és cikkek
- Twentieth Century Theology in Western Europe’, in The Modern Theologians, 4th edition, edited by Rachael Muers and Ashley Cocksworth (Oxford, Blackwell, 2024)
- ‘“To Carry on in this Chalcedonian Sense”—The Christology of The Letters and Papers from Prison’, in Bonhoeffer and Christology: Revisiting Chalcedon, edited by Matthias Grebe, Nadine Hamilton, and Christian Schlenker (London: T&T Clark/Bloomsbury, 2023), 55-74.o.
- ‘Analogia Liberationis: Divine and Human Freedom in Bonhoeffer’s Theology’, Theologica Wratislaviensia (2023)
- ‘The Theology of the Confessing Church’, The Oxford History of Modern German Theology, edited by David Lincicum, Judith Wolfe, and Johannes Zachhuber, volume 3 (Oxford: Oxford University Press, 2023),
- ‘Christ’s Agony and Faith’s Wakefulness: Reflections on a Remark of Pascal,’ Toronto Journal of Theology 38:2 (2022), 134-141.o.
- ‘Kornelis H. Miskotte’s Biblical ABCs: A Theological Provocation’, Journal of Reformed Theology 16:4 (2022), 326-347.o.
- ‘On the Present Possibility of Sola Scriptura‘, International Journal of Systematic Theology 24:2 (2022), 569-587.o.
- ‘How it Ends: Brief Remarks on Reading 2 Thessalonians 2:1-12’, Pro Ecclesia 31:1 (2022), 41-48.o.
- ‘The First and Final “No”: The Finality of the Gospel and the Old Enemy’, in The Finality of the Gospel: Karl Barth and the Tasks of Eschatology, edited by Kaitlyn Dugan and Philip G. Ziegler, Studies in Reformed Theology (Leiden: Brill, 2022), 193-213.o.
- ‘Ethics and the Catastrophe of Grace: Faith’s Obedience in the Ruins of Religion’, in Karl Barth’s Epistle to the Romans – Retrospect and Prospect, edited by Christophe Chalamet, Andreas Dettwiler and Sarah Stewart-Kroeker.  Theologische Bibliothek Töpelmann (Berlin: de Gruyter, 2022), 335-347.o.
- ‘Parabolic Life – Toward an Ethics of God’s Apocalypse’, Studies in Christian Ethics (2021), 426-438.o.
- ‘”Peace Through the Cross”: The Salvation of Jews and Gentiles’, Journal of Reformed Theology (2020),  229-245.o.
- ‘Reformed Ethics’, in The Oxford Handbook of Reformed Theology, edited by Michael Allen and Scott R. Swain (Oxford: Oxford University Press, 2020), 577-591.o.
- ‘The Theological Self in Kierkegaard’s Sickness unto Death.’ Participatio Supplemental Volume 5, Søren Kierkegaard as a Christian, Incarnational Theologian (2019), 128-143.o.
- ‘“While We Were Yet Enemies”—Some Particularly Protestant Reflections on Grace’, Journal of Reformed Theology (2020), 35-51.o.
- ‘The Devil’s Work—Divine Providence and its Antithesis’, in Divine Action and Providence, edited by F. Sanders and O. Crisp (Grand Rapids: Zondervan, 2019), 173-186.o.
- ‘“Tempted for Our Sake”—Bonhoeffer on Christ’s Temptation’, in Polyphonie der Theologie: Verantwortung und Widerstand in Kirche und Politik, edited by Matthias Grebe (Stuttgart: Kohlhammer, 2019), 259-276.o.
- ‘Order, Spheres and Mandates—Barth and Bonhoeffer as Cartographers of Christian Freedom and Responsibility’, Zeitschrift für Dialektische Theologie (May 2019), 31-50.o.
- ‘The Christian Life: A Humble Striving Born of Gratitude’, in The T&T Clark Handbook of the Theology of Kierkegaard, edited by A. Edwards and D. Gouwens (London: T&T Clark/Bloomsbury, 2019), 391-402.o.
- ‘Those He also Glorified’—Reformed perspectives on human nature and destiny’, Studies in Christian Ethics 32:2 (2019), 165-176.o.
- ‘Insomnolent Anathemas—E.M. Cioran’s Unbelieving Gift to Theology’, Theology Today 75:3 (October 2018), 391-398.o.
- ‘Graciously Commanded—Dietrich Bonhoeffer and Karl Barth on the Decalogue’, Scottish Journal of Theology (May 2018), 127-141.o.
- ‘“Bound Over To Satan’s Tyranny”—Sin and Satan in Contemporary Reformed Hamartiology’, Theology Today 75:1 (April 2018), 89-100.o.
- ‘Toward an Evangelical Ars Morendi’, in Practicing with Paul, edited by Presian R. Burroughs (Eugene, OR: Wipf & Stock, 2018), 231-244.o.
- ‘Getting the Reformation in America—The Making of Paul L. Lehmann as  Public Theologian’, Studies in Christian Ethics 31:1 (February 2018), 79-107.o.
- ‘To Pray, To Testify, and To Revolt’—Karl Barth’s The Christian Life’, in Karl Barth, The Christian Life. Cornerstones of Theology (London: T&T Clark/Bloomsbury, 2017), 1-16.o.
- ‘Veniat Regnum Tuum! Christology, Eschatology and the Christian Life’, in Game Over? Reconsidering Eschatology, edited by Christophe Chalamet et al. Theologische Bibliothek Töpelmann (Berlin: Walter de Gruyter, 2017), 407-423.o.
- ‘A Very Short Theology of Reconciliation’, Touchstone (2016), 7-13.o.
- ‘The Enmity of Death and Judgment Unto Life’, in Eternal God, Eternal Life: Theological Investigations into the Concept of Immortality, edited by Philip G. Ziegler (London: T&T Clark/Bloomsbury, 2016), 131-148.o.
- ‘God, Christ, and Church in the DDR—Wolf Krötke as an Interpreter of Bonhoeffer’s Theology’, in Engaging Bonhoeffer: The Influence and Impact of Bonhoeffer’s Life and Thought, edited by Matthew Kirkpatrick (Minneapolis: Fortress Press, 2016), 201-220.o.
- ‘Some Remarks on Apocalyptic in Modern Christian Theology’, in Paul and the Apocalyptic Imagination, edited by B. Blackwell, J. Maston and J. Goodrich (Minneapolis: Fortress Press, forthcoming 2016), 199-216.o.
- ‘”Completely within God’s Doing”: Soteriology as Metaethics in the Theology of Dietrich Bonhoeffer’, in Christ, Church, and World: New Studies in Bonhoeffer’s Theology and Ethics, edited by M. Mawson and P. Ziegler (London: T&T Clark/ Bloomsbury, 2016), 101-117.o.
- ‘The Adventitious Origins of the Calvinist Moral Subject’, Studies in Christian Ethics, 28:2 (May 2015), 213-223.o. doi:10.1177/0953946815570598
- ‘The Historical Jesus and Christology from Strauss to Kaesemann’, The Oxford Handbook of Christology, edited by F.A. Murphy (Oxford: Oxford University Press, 2015), 328-344.o.
- ‘The Humanity of Divinity’, Union Seminary Quarterly Review, 65:1&2 (2014), 171-180.o.
- ‘Nisi per Spiritum Sanctum—The Holy Spirit and the Confession of Faith’, Journal of Reformed Theology, 8:4 (2014), 247-256.o. doi:10.1163/15697312-00804002
- ‘Transcendence in the Midst of Life?’, a review essay of Ward Balanton, A Materialism for the Masses: Saint Paul and the Philosophy of Undying Life (Columbia University Press, 2014),  Syndicate 1:4 (2014), 52-57.o.
- ‘Foreword’, in Eberhard Jüngel, Christ, Justice and Peace: Toward a Theology of the State (London: T&T Clark/Bloombury, 2014).
- ‘Some Remarks on Christian Freedom’, in Indicative of Grace – Imperative of Freedom. Essays in honour of Eberhard Jüngel in his 80th Year, edited by R. David Nelson (London: T&T Clark/Bloomsbury, 2014), 255-266.o.
- ‘Discipleship’, in Sanctified by Grace: A Theology of the Christian Life, edited by Kent Eilers and Kyle Strobel (London: T&T Clark/ Continuum, 2014), 173-186.o.
- ‘Witness to Christ’s Dominion: the political service of the Church’, Theology 116:5 (2013), 323-331.o. doi: 10.1177/0040571X13493582
- ‘Love is a Sovereign Thing: The Witness of Romans 8:31-39 and the Royal Office of Jesus Christ’, in  Apocalyptic Paul:  Cosmos and Anthropos in Romans 5-8, edited by B. Gaventa (Waco, TX: Baylor University Press, 2013), 111-130.o.
- ‘Dietrich Bonhoeffer—Theologian of the Word of God’, in Bonhoeffer, Christ and Culture, edited by K. Johnson & T. Larsen (Downers Grove, IN: IVP Academic, 2013), 17-38.o.
- ‘Christ For Us Today: Promeity in the Christologies of Bonhoeffer and Kierkegaard’, International Journal of Systematic Theology, 15:1 (2013), 25-41.o. doi:10.1111/j.1468-2400.2012.00656.x
- ‘“Christ Must Reign”: Ernst Kaesemann and Soteriology in an Apocalyptic Key’, Apocalyptic and the Future of Theology, edited by D. Harink and J. Davis (Eugene, OR: Cascade Books, 2012), 202-220.o.
- ‘Christ’s Lordship and Politics: Visser ‘t Hooft and Bonhoeffer’, in Bonhoeffer, Religion and Politics, International Bonhoeffer Interpretations 4, Hrsg. von C. Tietz and J. Zimmerman (Berlin: Peter Lang, 2012), 55-80.o.
- ‘Eschatological Dogmatics: To What End?’, in Eschatologie-Eschatology, hrsg. von H.-J. Eckstein et. al., WUNT (Tübingen: Mohr Siebeck, 2011), 348-359.o.
- ‘The Fate of Natural Law at the Turning of the Ages’, Theology Today (67:4) January 2011, 419-429.o. doi:10.1177/004057361106700404
- ‘Review Essay—Christopher Morse, The Difference Heaven Makes (Continuum, 2010)’ Word & World 31:1 (Jan 2011), 75-83.o.
- ‘”Not to Abolish, but to Fulfil”—The Person of the Preacher and the Claim of the Sermon,’ Studies in Christian Ethics 22:3 (2009), 275-289.o. doi:10.1177/0953946809106233
- ‘Secularity and Eschatology in Bonhoeffer’s Late Work,’ in Dietrich Bonhoeffers Theologie heute Ein Weg zwischen Fundamentalismus und Säkularismus?, edited by J. De Gruchy, S. Plant and C. Tietz (Guetersloh: Guetersloher Verlaghaus, 2009), 124-138.o.
- ‘The Uses of Providence in Public Theology,’ in The Doctrine of Providence, edited by Philip G. Ziegler and Francesca Murphy (London: T&T Clark/Continuum, 2009), 307-325.o.
- ‘Creation, Redemption and Law—Toward a Protestant Perspective on the Question of Human Law’ in Explorations in Christian Theology and Ethics: Essays in Conversation with Paul L. Lehmann, eds. P. Ziegler and M. Bartel (Aldershot: Ashgate, 2009), 63-78.o.
- ‘‘Voices in the Night’—Human Solidarity and Eschatological Hope,‘ in Who Am I? Bonhoeffer’s Theology Through His Poetry, ed. B. Wannenwetsch (London: T&T Clark/Continuum, 2009), 115-146.o.
- ‘Taken Out of Context–Freedom and Concreteness in the Theology of Wolf Krötke,’ Communio Viatorum, I/2008, 74-92.o.
- ‘Stumbling Upon Peter? The Question of the Church in Ecumenical Dialogue,’ in Ecumenism Today, ed. F.A. Murphy, C. Asprey and E.E. Puosi (Aldershot: Ashgate, 2008), 17-28.o.
- ‘Dietrich Bonhoeffer—An Ethics of God’s Apocalypse?’ Modern Theology 23:4 (October 2007), 579-594.o. doi:10.1111/j.1468-0025.2007.00410.x
- ‘Barth’s Criticisms of Kierkegaard—A Striking Out at Phantoms?’ International Journal of Systematic Theology 9:4 (October 2007), 434-451.o. doi:10.1111/j.1468-2400.2007.00266.x
- ‘A Christian Context for Conscience? Reading Kierkegaard’s Works of Love Beyond Hegel’s Critique of Conscience’, European Journal of Theology 15:1 (2007), 25-36.o.
- ”To Honour God’s “Good Violence”—Some Notes and Queries Relating to Hans Boersma’s Violence, Hospitality and the Cross,’ Canadian Evangelical Review 30-31 (Fall 2005-Spring 2006), 106-113.o.
- ‘Christian Theology and Democratic Politics in Conversation with Jeffrey Stout,’ Theology Today 63:2 (July 2006), 227-234.o. doi:10.1177/004057360606300210
- ‘Justification and Justice-The Promising Problematique of Protestant Ethics in the Work of Paul L. Lehmann,’ Berliner Theologische Zeitschift , 2004/1, 140-153.o.  Also published in , Justification: What’s at Stake in the Current Debates, eds. M. Husbands and D. Treier (Downers Grove, IL: InterVarsity Press, 2004), 118-133.o.
- ‘God and Some Recent Public Theologies,’ International Journal of Systematic Theology, 4:2 (2002), 137-155.o. doi:10.1111/1463-1652.00077
- ‘Doing Conscience Over: The Reformulation of the Doctrine of Conscience in Karl Barth and Paul Lehmann,’ Toronto Journal of Theology 14:2 (1998), 213-238.o.